# Liste der Monuments historiques in Grandfontaine-sur-Creuse
Die Liste der Monuments historiques in Grandfontaine-sur-Creuse führt die Monuments historiques in der französischen Gemeinde Grandfontaine-sur-Creuse auf.

## Liste der Objekte
| Bezeichnung | Beschreibung | Standort                                        | Kennzeichnung | Schutzstatus | Datum | Bild |
| ----------- | --- | ----------------------------------------------- | ------------- | ------------ | ----- | ---- |
| Hauptaltar  | Altartisch, Retabel, Wandvertäfelung und drei Gemälde; Holz, farbig gefasst und vergoldet, Ölfarbe auf Leinwand, 18. Jahrhundert | in der Kapelle Notre-Dame-du-Bon-Secours (Lage) | PM25001663    | Classé       | 1982  |      |